# مارگارت، ملکه اسکاتلند
مارگارت اسکاتلند (به نروژی: Margrete, Margareta) (مارس یا آوریل ۱۲۸۳–سپتامبر ۱۲۹۰) از ۱۲۸۶ تا زمان مرگ ملکه حاکم مورد توافق اسکاتلند بود. با توجه به آن‌که او هیچ‌گاه تاجگذاری نکرد، مورخان بر سر موقعیت او به عنوان حاکم اسکاتلند اختلاف عقیده دارند. مارگارت دختر اریک دوم نروژ و همسرش مارگارت بود که دختر الکساندر سوم اسکاتلند بود. در زمان مرگ الکساندر، مارگارت تنها فرد زنده از نسل او بود. و وارث مقدر او محسوب می‌شد. به دلیل سن کم مارگارت، او به جای سفر به اسکاتلند در نروژ باقی ماند. طبق توافق پدر مارگارت و رهبران اسکاتلند، قرار بود او با ادوارد کرناروون فرزند ادوارد یکم ازدواج کند. مارگارت در سپتامبر ۱۲۹۰ راهی بریتانیا شد، اما احتمالاً به دلیل مسمومیت غذایی در ۲۶ یا ۲۹ سپتامبر در اورکنی درگذشت. جسد او به نروژ بازگردانده و در برگن دفن شد. مرگ مارگارت باعث شروع درگیری بین سیزده مدعی تاج و تخت اسکاتلند شد که به انتخاب جان بالیول به سلطنت در نوامبر ۱۲۹۲ انجامید.